# Pleurozia trilobata
Pleurozia trilobata là một loài rêu trong họ Pleuroziaceae. Loài này được Ekstr. mô tả khoa học đầu tiên.
Danh pháp khoa học của loài này chưa được làm sáng tỏ. 